# Sky Captain and the World of Tomorrow
Sky Captain and the World of Tomorrow ist ein Spielfilm aus dem Jahr 2004 von Kerry Conran, der auch das Drehbuch schrieb.
Der Film wurde komplett im Digital-Backlot-Verfahren gedreht, in dem nicht mehr in Kulissen, sondern vor gleichmäßig blauen bzw. grünen Wänden gefilmt und der gewünschte Hintergrund später digital ins Bild kopiert wird.

## Handlung
Im Jahr 1939 einer alternativen Realität werden Wissenschaftler einer ehemaligen Forschungssondereinheit (Einheit 11) bei mysteriösen Anschlägen entführt. Riesige Roboter verursachen große Verwüstungen. Die Roboter stehlen dabei Technologie und Bauteile. Eine Reporterin des Chronicle, Polly Perkins, ermittelt in New York die Hintergründe. Sie trifft auf den mit ihr ehemals befreundeten Sky Captain und bald darauf machen sich beide gemeinsam daran, die Hintergründe zu untersuchen und die Wissenschaftler zu retten. Hilfe bekommen beide dabei von Dex, der die Basis der Roboter-Entsendung lokalisiert hat und entführt wurde.
Doch während die Jagd nach den Wissenschaftlern das ungleiche Duo um die ganze Welt führt, planen böse Mächte bereits die Vernichtung des gesamten Planeten. Ein mysteriöser Dr. Totenkopf steht im Zentrum der Geschehnisse. Er plante einst den Exodus der Menschheit und kreierte dafür eine riesige Rakete, deren Start die Erde vernichten wird. Der Countdown läuft, und nur Sky Captain und Polly Perkins können die Welt retten. Inzwischen erreichen Polly und Sky Captain Totenkopfs Insel und entdecken, dass eine geheimnisvolle Frau diese verwaltet.
Polly und Sky Captain finden das Labor von Dr. Totenkopf. Sie stellen fest, dass dieser seit rund zwanzig Jahren tot ist (sein letzter Tagebucheintrag datiert 1918), die geheimnisvolle Frau, die sich als ein Roboter in Menschenform herausstellt, führt aber seinen Plan zur Zerstörung des Planeten fort. Polly und Sky Captain zerstören in letzter Sekunde seine Rakete und retten damit die Welt.

## Trivia
- Laurence Olivier verstarb bereits 1989; für seine Szenen im Film wurden alte Aufnahmen von ihm digitalisiert und eingefügt.
- Alle Fahrzeuge, Ortschaften und Geräte des Films sind ebenfalls digital; bei der Produktion wurden keine Kulissen, Modelle oder realen Bilder verwendet
- Der Satz „Nichts will ich als ein schlankes Schiff und den weisenden Stern in der Höh’“, den Jude Law im Flugzeug auf der Suche nach Rana sagt, stammt aus dem Gedicht „Sea Fever“ von John Masefield.
- Das Flugzeug von Sky Captain ist einer Curtiss P-40 nachempfunden.
- Der Film ist im Pulp-Genre angelegt, er enthält unter anderem viele Anspielungen auf andere bekannte Werke aus dem Genre. Da jedoch nur Werke der 30er Jahre dem Pulp-Genre zugeordnet werden, erfolgt die Zuordnung des Films dem Genre Dieselpunk, einer Sub-Variante des Steampunks.[2]
- Die Maschinen und Fahrzeuge wurden an dem Design älterer Filme, wie zum Beispiel Flash Gordon oder Buck Rogers angelehnt.
- Regisseur Kerry Conran ließ sich ebenfalls stark von Norman Bel Geddes, einem Industriedesigner aus den 30er Jahren, inspirieren. So entwarf Bel Geddes unter anderem auch ein Luftschiff, das von Chicago nach London fliegen sollte.
- Das Andocken eines Zeppelins an das Empire State Building, wie es zu Beginn mit der fiktiven „Hindenburg III“ gezeigt wird, war in den 1930er Jahren tatsächlich geplant, aber nicht realisiert worden[3]
- In der Sequenz, in der das Manta-Geschwader unter Wasser zur Insel von Dr. Totenkopf taucht, ist ein Schiffswrack mit dem Namen Venture zu sehen – eine Anspielung auf King Kong und die weiße Frau. Eine weitere Anspielung ist während des Angriffs auf New York zu sehen. Hier sieht man in einer kurzen Einstellung des Empire State Buildings die Silhouette von King Kong an der Spitze des Gebäudes. Nachdem Joseph Sullivan und Polly Perkins auf der Insel von Dr. Totenkopf angekommen sind, müssen sie kurz danach eine breite, tiefe Schlucht überqueren, über der ein dicker Baumstamm liegt. Die gesamte Umgebung, mit der Schlucht und dem Baum, sehen genauso aus wie in King Kong und die weiße Frau. Etwas später fragt Polly, ob Joe sie in der Vergangenheit mit Franky betrogen hat, woraufhin er antwortet: „Schau mir in die Augen, Kleines. Ich hab dich wirklich nie betrogen...“  Der erste Satz ist ein direktes Zitat aus „Casablanca“ von 1942, gesprochen von Humphrey Bogart zu Ingrid Bergman.
- Des Weiteren gibt es Anspielungen auf Metropolis, F.P.1 antwortet nicht, In den Fesseln von Shangri-La, 20.000 Meilen unter dem Meer und Die Insel des Dr. Moreau.
- Auch auf George Lucas und sein Star-Wars-Universum gibt es Anspielungen. Als Sullivan und Perkins bei Professor Jennings’ Labor ankommen, steht auf der Milchglasscheibe der Außentür die Zahl 1138. Das ist ein direkter Bezug auf Lucas‘ Erstlingsfilm THX 1138. Als Sullivan und Perkins mit ihrem defekten Flugzeug auf Captain Cooks fliegender Plattform landen, wird ihnen der Landeplatz 327 zugewiesen; selbige Nummer hatte auch die Landeplattform auf Bespin in Das Imperium schlägt zurück, auf der der beschädigte Millennium Falke aufsetzten sollte.
- Als Sullivan auf der Flucht vor Totenkopfs Flugmaschinen mit seinem Flugzeug vor New York ins Meer eintaucht und sich unter Wasser fortbewegt erzählt er Polly, dass Dex die Idee dafür aus einem seiner Comic-Hefte hatte. In dem Comic Micky Maus und das U-Boot der Piraten aus dem Jahr 1935 fliegt Micky Maus ebenfalls ein Flugzeug, das tauchen kann.[4][5]
- Es werden die weltweiten Zeitungsberichte über die Roboterangriffe gezeigt; in der japanischen Zeitung ist dabei die Silhouette von Godzilla zu sehen.
- Der Film startete am 18. November 2004 in den deutschen Kinos.
- Bei Kosten von 70 Millionen Dollar spielte der Film weltweit nur 57,9 Millionen Dollar wieder ein.
- Das Konzept des fliegenden Flugzeugträgers („Helicarrier“) wurde später für den Film Marvel’s The Avengers (2012) und folgende Filme dieser Reihe aufgegriffen.

## Kritiken
„Sky Captain and the World of Tomorrow ist sogar noch unterhaltsamer, als der Titel erahnen lässt. Er […] erinnert mich daran, wie ich zum ersten Mal Jäger des verlorenen Schatzes sah.“

„Gute Effekte, schlechte Charaktere und eine Story, die in den Fünfzigern begeistert hätte, heute aber fehl am Platz ist und einfach nur nervt.“

„Stilistisch ambitionierter ‚Future noir‘-Film, in dem reale Schauspieler in virtuellen Räumen agieren. Auf reizvolle Weise verbinden sich 1930er-Jahre-Design und Science Fiction, wobei der Film sich als postmodernes Pasticcio aus zahlreichen Versatzstücken der Filmgeschichte und Populärkultur zu erkennen gibt. Trotz der avancierten Ästhetik bleibt er auf Dauer blass, weil Figuren und Handlung vernachlässigt werden.“

Die Deutsche Film- und Medienbewertung FBW in Wiesbaden verlieh dem Film das Prädikat wertvoll.